# Jessica Hart
Jessica Hart (Sydney, 26 marzo 1986) è una supermodella australiana.

## Biografia
Hart ha frequentato la Sophia Mundi Steiner School di Collingwood fino a quando è stata notata in un centro commerciale locale all'età di 15 anni e incoraggiata dalla zia a far parte di un concorso di bellezza, che poi ha vinto. Dal 2010 al 2017 ha avuto una relazione col milionario Stavros Niarchos III.

## Carriera
Jessica si trasferì a New York per intraprendere la carriera di modella e ha sfilato per Guess?, Christopher Kane, Dolce & Gabbana, MaxMara, Louis Vuitton, Triumph e Esprit. È stata sulle copertine di riviste come Vogue, Elle, Harper's Bazaar e molte altre. Nel 2009 appare sulla rivista Sports Illustrated Swimsuit Issue e in un servizio di Victoria's Secret accanto a Heidi Klum e Adriana Lima.
Nei primi mesi del 2012 si ruppe la caviglia e successivamente si tagliò un piede ad un matrimonio, questi incidenti portarono Jessica a non sfilare per diversi mesi. Nello stesso anno diventa uno dei volti della linea Pink e nel mese di novembre sfila al Victoria's Secret Fashion Show, esperienza ripetuta anche nel 2013.

## Agenzie
- The Lions - New York, Los Angeles
- Oui Management - Parigi
- Monster Management - Milano
- Select Model Management - Londra
- Traffic Models - Barcellona
- Unique Models - Copenaghen

## Campagne pubblicitarie
- Andrew Marc A/I (2014)
- Banana Republic and Issa A/I (2013)
- Banana Republic February (2013)
- Barneys A/I (2011)
- Esprit P/E (2011)
- Fay P/E (2014)
- Guess (2008-2009)
- Le Sportsac P/E (2009) A/I (2009)
- Leslie Amon Swim (2019)
- Luma Cosmetics (2014-2016)
- Karen Millen P/E (2011)
- Michael Kors Eyewear (2015)
- Michael Kors Watches (2015)
- Mossimo Australia (2019)
- Pour La Victoire Resort (2011)
- Portmans P/E (2015)
- Pink  Victoria's Secret (2012)
- Pour La Victoire P/E (2013)
- Seafolly P/E (2017)
- Simons Canada (2013)
- Saks Fifth Avenue P/E (2014)
- Solid & Striped Summer (2018)
- Triumph (2017-2018)
- Veronica Beard Jeans A/I (2018)
- Zimmermann Eyewear Summer (2019)